# Susinos del Páramo
Susinos del Páramo község Spanyolországban, Burgos tartományban. Susinos del Páramo Las Hormazas, Isar és Valle de Santibáñez községekkel határos. Lakosainak száma 118 fő (2024).

## Népesség
A település népessége az utóbbi években az alábbiak szerint változott:
| Lakosok száma | 109  | 115  | 110  | 118  | 117  | 107  | 103  | 103  | 113  | 118  |
|               | 2001 | 2004 | 2006 | 2009 | 2011 | 2014 | 2016 | 2019 | 2021 | 2024 |